# Cochim
Cochim (em malaiala:  കൊച്ചി, Kochi) é a maior cidade do estado de Querala, na Índia, cerca de 220 km a norte da capital do estado, Tiruvanantapura. Fez parte do Estado Português da Índia entre 1503 e 1663. Hoje pertence ao distrito de Ernakulam. É ainda a maior cidade da Índia que não tem mais de metade dos habitantes professando o hinduísmo.
É um dos principais portos na costa ocidental do país. Tem cerca de 600 000 habitantes, e a sua área metropolitana, mais de 1 500 000 habitantes, tornando-a a maior área urbana de Querala, apesar de Tiruvanantapura ter, nos limites da cidade, mais habitantes que Cochim.
Entre os muitos pontos históricos da cidade, relacionados ao início do período da exploração global, destacam-se a Igreja de São Francisco, onde foi sepultado Vasco da Gama (posteriormente transladado para Portugal), a Fortaleza de Cochim, e a Sinagoga de Paradesi, construída em 1568.
Assim como em outros centros urbanos da Índia, o idioma inglês é falado, em diferentes graus de fluência, por boa parte da população.

## História
Os antigos geógrafos, viajantes e comerciantes referiam-se a Cochim nos seus escritos como Cocym, Cochym, Cochin e Cochi.
Em 1102, Cochim converteu-se em sede do Reino de Cochim, um principado com ligações ao Império Kulasekhara. Considerada como a "Rainha do mar Arábico", constituía-se em um importante centro de comércio de especiarias na costa daquele mar desde o século XIV.
Ocupada por forças portuguesas em 1503, tornou-se um assentamento colonial europeu na Índia. Permaneceu como capital da Índia Portuguesa até 1510, quando os portugueses elegeram Goa como capital.

Foi ocupada posteriormente pelos Neerlandeses, os Mysores e os Britânicos.

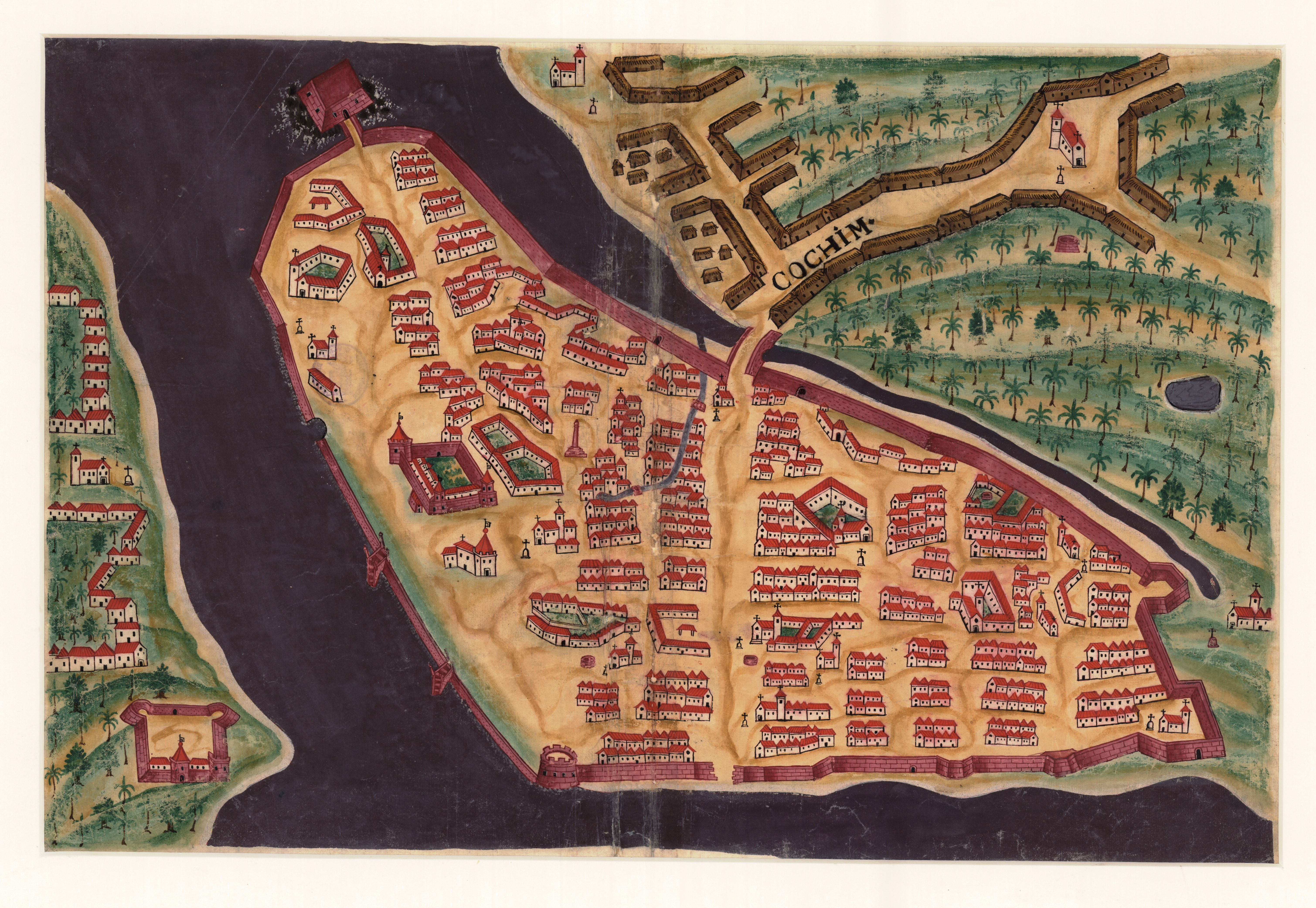
Planta da Cidade Portuguesa de Cochim, in "Livro das Plantas de Todas as Fortalezas", 1635

Em 1947, quando a Índia obteve a sua independência do poder colonial britânico, Cochim foi o primeiro principado a unir-se à União Indiana voluntariamente.
Cochim cresceu como centro da indústria de transportes, comércio internacional, turismo e tecnologias da informação e comunicação. É o mais importante local comercial de Querala e uma das metrópoles secundárias de maior crescimento na Índia. Como outras grandes cidades em países em vias de desenvolvimento, Cochim continua a lutar com problemas de urbanização como congestionamentos de trânsito e impacto ambiental da atividade humana.
A cidade mantém, hoje, uma herança colonial de culturas e mistura tradição e modernidade.

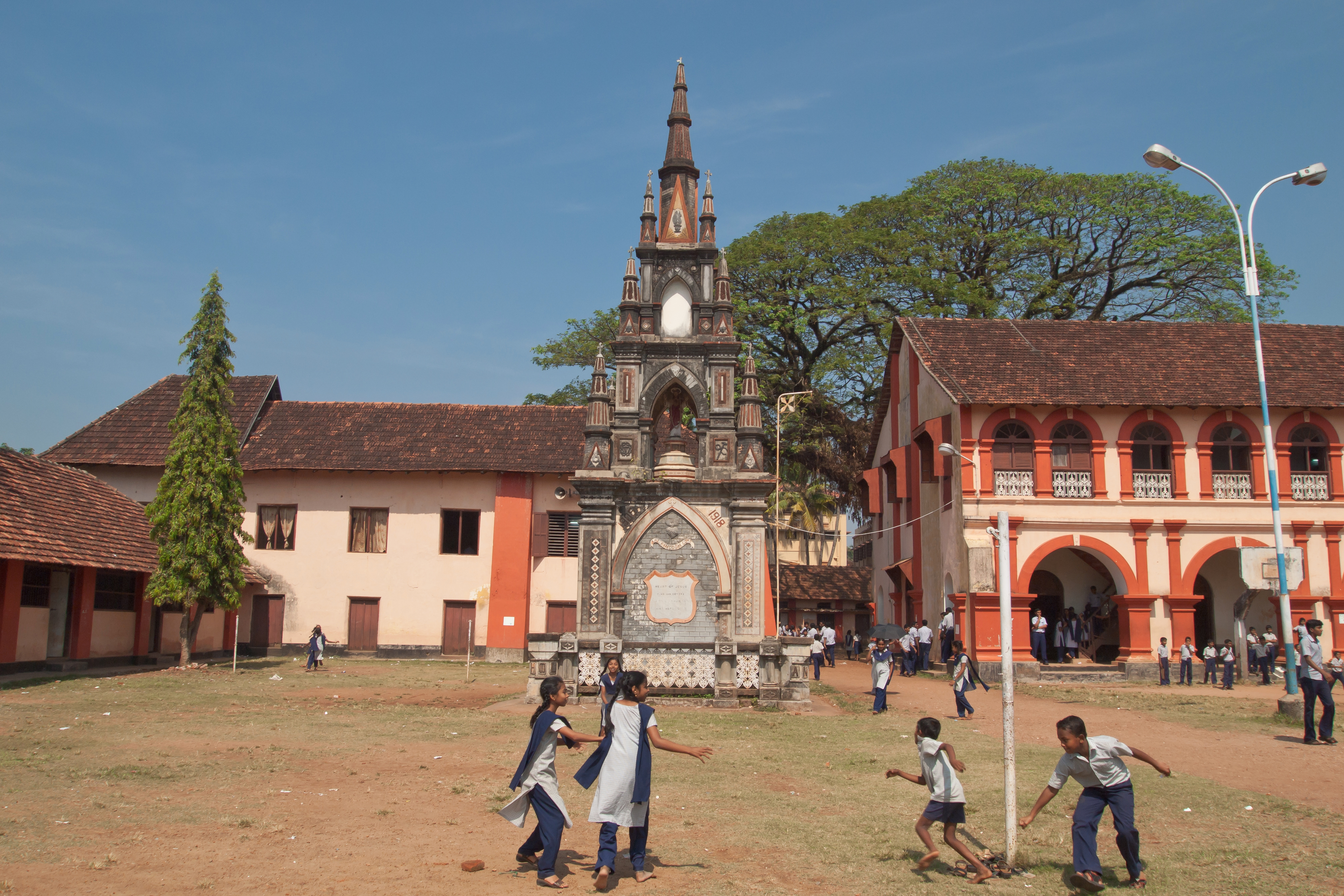
Kochi, na Índia

## Património
- Igreja de S. Francisco (1503), construída por portugueses com o túmulo vazio de Vasco da Gama
- Museu Indo-Português
- Basílica de Santa Cruz
- Santuário construído junto à basílica de Santa Cruz dedicado a Nossa Senhora de Fátima
- Bairro da Fortaleza de Cochim
- Sinagoga de Cochim (1568)
- Palácio de Mattancherry